# Joseph Bonnier de la Mosson
Joseph Bonnier, baron de la Mosson (født 1702 i Montpellier, død 1744) var en fransk adelsmand og samler.

## Karriere
Takket være en fædrenearv kunne han gøre karriere som officer i hæren, hvor han avancerede til oberst for regimentet Dragons-Dauphin og blev maréchal des logis for den kongelige husholdning. I 1726 forlod han Paris ved sin faders død for at overtage det nedarvede embede som skatmester for Languedoc. Han blev udnævnt til baron de la Mosson. Han arvede ligeledes Château de la Mosson i nærheden af Montpellier, hvor han lod opføre en folie, og familiens palæ i Rue Saint-Dominique 58-60 i Paris (Hôtel de Lude). Han var gift med Constance Gabrielle Magdeleine.

## Samler
Joseph Bonnier de la Mosson havde stor kærlighed til kunsten og videnskaben og var en ivrig amatørsamler, som brugte betydelige midler til at gennemføre sine store projekter. I sidste ende spenderede han hele sin formue og måtte bestandigt bede kongen om lån. Ved sin død i 1744 var han konkurs, og slottet blev af hans enke solgt i parceller.

### Det fysiske kabinet
Bonnier de la Mosson fik rokoko-kunstneren Jean Courtonne til at designe et raritetskabinet til sine fysiske apparater, og Courtonnes overleverede tegninger fra 1739-40 (Fondation Jacques Doucet, Paris) viser en udformning, som både tilgodeser videnskabelige principper og æstetisk stræben.
Kabinettet indeholdt et kemisk laboratorium, et officin, et rum med drejebænke, et kabinet med kemiske stoffer, et naturhistorisk rum og et fysisk-mekanisk kabinet. Dertil kom et bibliotek, et anatomisk kammer og et rum med herbarium, medaljekabinet, malerigalleri, en samling af smykkekunst og porcelæn mm.
Til sit kabinet bestilte Bonnier de la Mosson desuden en række dørstykker af maleren Jacques de Lajoüe, og de viser en kombination af de faktiske forhold i kabinettet og fantasifulde prospekter i baggrunden (1734, Beit Collection, Irland).
Efter Bonnier de la Mossons død i 1744 blev samlingen solgt på auktion, og auktionskataloget, illustreret af kunsthandleren Edme-François Gersaint, er bevaret. Georges-Louis Leclerc de Buffon købte montrene til insekter og udstoppede dyr til Jardin du Roi, og de findes nu på Muséum national d'histoire naturelle.